# PG 1411+442
PG 1411+442 est une galaxie spirale active de Seyfert de type 1 qui est également le siège d'un quasar brillant. PG 1411+442 se situe dans la constellation du Bouvier, à 2,1° au SSO de Lambda Bootis, et à une distance d'environ 363 Mpc (∼1,18 milliard d'al) de la Terre.

## Découverte
PG 1411+442 a été découverte par le Palomar-Berger Blue Star Survey (en abrégé PB) comme un objet stellaire bleu en 1976, puis sa nature de quasar a été révélée par le Palomar Green Bright Quasar Survey, d'où sa désignation en PG.

## Caractéristiques
PG 1411+442 est principalement caractérisé par la très large raie d'absorption du quasar central, mais étrangement il n'émet qu'une toute petite raie d'émission. Cette large raie d'absorption apparaît décalée vers le bleu, ce qui indique que des gaz s'échappent du noyau galactique, à des vitesses qui peuvent dépasser un dixième la vitesse de la lumière dans le vide. Ce sont ces nuages de gaz, ionisés, qui sont à l'origine de cette absorption en s'interposant sur le trajet de la lumière.
Normalement les centres en activité (nuclei) émettent une très grande raie d'émission mais dans le cas de PG 1411+442 il n'y a qu'une faible raie d'émission.